# Paravilla pallida
Paravilla pallida är en tvåvingeart som beskrevs av Hall 1981. Paravilla pallida ingår i släktet Paravilla och familjen svävflugor. Inga underarter finns listade i Catalogue of Life.